# Pénjamo kommun
Pénjamo är en kommun i Mexiko.   Den ligger i delstaten Guanajuato, i den centrala delen av landet, 300 km väster om huvudstaden Mexico City. Antalet invånare är 150 017. Arean är 164 261 kvadratkilometer.
Terrängen i Pénjamo är bergig åt sydost, men åt nordväst är den kuperad.
Följande samhällen finns i Pénjamo:
- Pénjamo
- Santa Ana Pacueco
- Mezquite de Luna
- Estación la Piedad
- Zapote de Barajas
- Estación Corralejo
- La Troja
- Lagunillas
- La Ermita
- Rancho Seco de Barajas
- Corral de Santiago
- Nuevo Santa Elena de Aceves
- San Antonio de Aguirre
- San Felipe
- El Pedregal de Arriba
- Purísima de Ramírez
- Castillo de Villaseñor
- Guangüitiro
- Trojes de Paúl
- Liebres de Suárez
- San Ignacio de Álvarez
- La Sarna
- Colorado de Herrera
- Concepción de Ruiz
- Guayabito de Pedroza
- Labor de Armenta
- El Salitrillo
- El Cerro
- Crucitas de Gutiérrez
- Las Plazuelas
- Barajas Viejo
- Lomita de Aceves
- Huandarillo
- Hacienda del Carmen
- San Luis el Alto
- San José de los Sabinos
- San Isidro de Crucitas
- Viborillas de Suárez
- San José de las Moras
- Mangas de Corralejo
- Colonia Emiliano Zapata
- El Romeral
- La Gavilana
- Capilla de Morales
- El Pochote
- Tepuza de Villalobos
- Tepetate de Negrete
- El Carricillo
- Monte Bello
- Mitad de Noria
- Maravillas de Morales
- Mesa de Méndez
- Vista Hermosa de la Trinidad
- El Guayabo de Camarena
- Presa del Aguacate
- Pescadores
- La Estaca
- El Cobre
- Buenos Aires
- Ejido Joya de Mulas
- Corral de Partida
- El CERESO
- La Mula de Aguilar
- Coporitos
- Labor de López
- Los Amoles de Cortés
- Varal de Morales
- La Soledad de Morales
- El Gonzalo de Paúl
- Purísima de Altamira
- Abraham Martínez
- Fichas de López
- San José de la Cal Grande
- El Monte
- San Isidro del Carmen
- El Avispero
- Colonia Villafuerte
- Las Paredes
- Tepuza de Ortiz
- Charcos de Paúl
- Tepetate de Origel
- Sauz de Molina
- El Guayabo
- El Huizache
- Guayabo de Ruiz
- Cerro Blanco
- Moro de Barajas
- La Calerita
- El Recreo
- El Solovino
- San José del Chincual
- San Antonio Casa Chica
- La Aceituna
- El Aguacate
- El Cuervo
- Mesa de la Tienda
- Peralta de Jiménez
- El Tepamal
- Trinidad de los Ángeles
- El Capadero
- La Rosa
- San Isidro de Ayala
- Las Mangas
- Las Tablas de Corralejo
- La Lucita de Ledezma
- Santa Teresa de Morales Dos
- La Viguería
- Brillante de Miramar
- La Esmeralda
- Ejido Benito Juárez
- La Cinta
- Carrizo del Cerro
- El Caracol
- Lomita de Navarro
- Presitas de Regil
- Huerta Grande